# Etoxazol
Etoxazol ist eine racemische chemische Verbindung aus der Gruppe der Diaryl-1,3-oxazoline.

## Stereoisomerie
Es handelt sich um ein Racemat (1:1-Gemisch) der (R)- und (S)-Form, die wie folgt benannt werden können:
- (R)-5-tert-Butyl-2-[2-(2,6-difluorphenyl)-4,5-dihydro-1,3-oxazol-4-yl]-phenetol
- (S)-5-tert-Butyl-2-[2-(2,6-difluorphenyl)-4,5-dihydro-1,3-oxazol-4-yl]-phenetol

Die (S)-Form wird im Boden schneller als die (R)-Form abgebaut.
| Etoxazol (Zwei Stereoisomere) | Etoxazol (Zwei Stereoisomere) |
| ----------------------------- | ----------------------------- |
| (S)-Konfiguration             | (R)-Konfiguration             |

## Gewinnung und Darstellung
Etoxazol kann durch mehrstufige Reaktion, ausgehend von 2-Ethoxy-4-tert-butyl-acetophenon, durch dessen Umwandlung in das Oxim und den Aminoalkohol als Zwischenprodukt gewonnen werden. Dieser wird mit 2,6-Difluorbenzoylchlorid, gefolgt durch eine basenkatalysierte Cyclisierung, zu Etoxazol umgesetzt.
Eine Variante dieser Syntheseroute startet mit einem Carbonsäureester. Durch Acylierung, Reduktion und Cyclisierung wird Etoxazol erhalten.
Ethoxazol besitzt ein Chiralitätszentrum am Dehydro-Oxazol-Ring, aber aufgrund der Synthese entsteht stets das Racemat und nicht ein enantiomerenreines Produkt.

## Eigenschaften
Etoxazol ist ein weißer Feststoff, der unlöslich in Wasser ist.

## Verwendung
Etoxazol wird als Wirkstoff in Pflanzenschutzmitteln verwendet. Es wurde 1998 durch die Firma Yashima aus Japan als Akarizid auf den Markt gebracht und wurde später von Sumitomo vermarktet.

## Zulassung
In Europa ist Etoxazol seit 2005 für Anwendungen als Akarizid zugelassen.
In Deutschland, Österreich und der Schweiz sind keine Pflanzenschutzmittel mit diesem Wirkstoff zugelassen.